# Municipio de Thomasville
El municipio de Thomasville (en inglés: Thomasville Township) es un municipio ubicado en el  condado de Davidson en el estado estadounidense de Carolina del Norte. En el año 2010 tenía una población de 39.010 habitantes.

## Geografía
El municipio de Thomasville se encuentra ubicado en las coordenadas 35°53′3.49″N 80°5′34.16″O / 35.8843028, -80.0928222.